# Recettore della somatostatina 2
Il recettore della somatostatina 2 è una proteina recettoriale codificata nell'uomo dal gene SSTR2.
La somatostatina agisce in molti siti recettoriali inibendo il rilascio di ormoni e altre proteine secretorie. Gli effetti biologici sono probabilmente mediati da una famiglia di recettori accoppiati a proteine G espressi in modalità tessuto-specifiche. In particolare SSTR4 fa parte della superfamiglia dei recettori con sette domini transmembrana ed è iperespresso a livello del cervello e del rene.

## Interazioni
Il recettore della somatostatina è stato dimostrato interagire con la proteina SHANK2.